# Rafał Matuszewski
Rafał Matuszewski (ur. 1986) – historyk, hellenista, archeolog, badacz dziejów antycznych, wykładowca akademicki Uniwersytetu Lejdejskiego.

## Życiorys
Laureat 1. miejsca (ex aequo) XXXII Olimpiady Historycznej. Absolwent historii w ramach Międzywydziałowych Indywidualnych Studiów Humanistycznych Uniwersytetu Warszawskiego (2010) oraz nauk o starożytności (historii starożytnej i archeologii klasycznej) na Uniwersytecie w Getyndze (2012). Doktorat w 2017 r. na Uniwersytecie w Heidelbergu na podstawie rozprawy Räume der Reputation: Zur bürgerlichen Kommunikation im Athen des 4. Jahrhunderts v. Chr. napisanej pod kierunkiem Kaia Trampedacha i Hansa-Joachima Gehrke. Praca wydana została w 2019 r. w prestiżowej serii Historia Einzelschriften (w wydawnictwie Franz Steiner). W 2019 r. Sterling Dow Fellow in Greek Epigraphy and History na Ohio State University; w 2021-2022 Junior Fellow w Polskim Instytucie Studiów Zaawansowanych. Liczne stypendia i pobyty badawcze, m.in. na Universität Konstanz, University of Cambridge, University of California at Berkeley, EHESS, Université de Fribourg, Université Paris 1 Panthéon-Sorbonne, École pratique des hautes études oraz Freiburg Institute for Advanced Studies. W 2022 r. wyróżniony w USA nagrodą Paula Rehaka (The Paul Rehak Award), w 2024 r. mianowany Stanley J. Seeger Fellow in Hellenic Studies na Uniwersytecie w Princeton oraz nagrodzony KNAW Early Career Partnership Award przyznaną przez Królewską Holenderską Akademię Sztuk i Nauk (Koninklijke Nederlandse Akademie van Wetenschappen). Po krótkim stażu postdoktorskim na Uniwersytecie Berneńskim (Szwajcaria) w 2017 r. objął posadę nauczyciela akademickiego na Uniwersytecie w Salzburgu (Austria), gdzie wykładał w latach 2017–2023. Od 2023 r. pracuje w Instytucie Historycznym Uniwersytetu w Lejdzie (Holandia), gdzie od 2025 r. jest również współdyrektorem Lejdejskiego Centrum Badań nad Religiami Antyku (Leiden Center for the Study of Ancient Religions). W 2025 r. został wybrany członkiem Young Academy of Europe (YAE), zrzeszającej najwybitniejszych młodych naukowców różnych dyscyplin z całej Europy.

## Wybrane publikacje
- Räume der Reputation. Zur bürgerlichen Kommunikation im Athen des 4. Jahrhunderts v. Chr. (= Historia Einzelschriften. Tom 257). Franz Steiner, Stuttgart 2019, ISBN 978-3-515-12233-7.
- Eros and sophrosyne. Morality, social behaviour and paiderastia in 4th-century B.C. Athens (= Akme. Studia Historica. Tom 10). IH UW, Warszawa 2011, ISBN 978-83-904596-9-1.
- (redakcja) Being Alone in Antiquity. Greco-Roman Ideas and Experiences of Misanthropy, Isolation and Solitude. De Gruyter, Berlin/Boston 2021, ISBN 978-3-11-075793-4.
- (redakcja) Somatotes. Cielesność w ujęciu historycznym. WUW, Warszawa 2012, ISBN 978-83-235-0916-5.
- (redakcja) A Cultural History of Sleep and Dreaming in Antiquity. Bloomsbury, London (2026)[14].
- (redakcja) (wraz z Brigitte Steger) 6-tomowej serii A Cultural History of Sleep and Dreaming. Bloomsbury, London (2026)[15].
- (przekład) (wraz z M. Daszuta, T. Makólski-Świercz, J. Wawrowski, A.M. Kruszyńska, M. Myszkowska-Kaszub, pod kier. Ryszarda Kuleszy) Ksenofont, Agesilaos. Instytut Historyczny Uniwersytetu Warszawskiego, Warszawa 2014, ISBN: 978-83-9045-969-1.
- (redakcja) (wraz z M. Dobrzański, A. Stępień, M. Wójtowicz) Człowiek starożytny we wspólnocie. Wydawnictwo Poznańskie, Poznań 2009, ISBN 978-83-7177-641-0.
- (redakcja) (wraz z A. Izdebski, P. Piwowarczyk) Religie w świecie antycznym. Wydawnictwo Poznańskie, Poznań 2007, ISBN 978-83-7177-437-9.